# Friedrich Adolph Roemer
Pour les articles homonymes, voir Roemer.
Friedrich Adolph Roemer (15 avril 1809 - 25 novembre 1869), géologue allemand, est né à Hildesheim, dans le royaume de Westphalie.

## Biographie
Son père est avocat et conseiller à la haute cour de justice. En 1845, il devient professeur de minéralogie et de géologie à Clausthal, et en 1862 nommé directeur de l'École des Mines. Il décrit d'abord les strates du Crétacé et du Jurassique de l'Allemagne dans des ouvrages élaborés intitulés Die Versteinerungen des Norddeutschen Oolith-Gebirges ("Fossiles des formations d'oolithes de l'Allemagne du Nord"; 1836-1839), Die Versteinerungen des Norddeutschen Kreidegebirges ("Fossiles de la craie de l'Allemagne du Nord formations"; 1840–41) et Die Versteinerungen des Harzgebirges ("Fossiles des montagnes du Harz "; 1843). Il est mort à Clausthal.
La romerite minérale commémore son nom  tout comme Roemeriana, une publication publiée par l'Institut de géologie de la Bergakademie de Clausthal de 1954 à 1964  Albrecht von Groddeck est l'un de ses élèves.
Son frère cadet, Ferdinand von Roemer, est également géologue.